# Aedes euplocamus
Aedes euplocamus är en tvåvingeart som beskrevs av Dyar och Frederick Knab 1906. Aedes euplocamus ingår i släktet Aedes och familjen stickmyggor. Inga underarter finns listade i Catalogue of Life.